# Едмунд Рендолф
Е́дмунд Дже́нінгс Ре́ндолф (англ. Edmund Jenings Randolph; 10 серпня 1753—12 вересня 1813) — американський правник, губернатор Вірджинії, Державний секретар США, і перший Генеральний прокурор США.

## Біографія
Народився у відомій віргінській родині правників. За сімейною традицією навчався у коледжі Вільяма і Мері, а потім навчався права у свого батька. Революція поділила родину, адже батьки та обидві сестри залишилися лоялістами, а Едмунд та його дядько пристали до патріотів. Обирався делегатом Континентального конгресу і губернатором Вірджинії. Оголосив першу важливу промову на Філадельфійському конвенті (1787), у якій піддав критиці Статті Конфедерації. Як голова вірджинської делегації на конвенті представив Вірджинський план, закликав до зміцнення федерального уряду і пропорційного представництва у Конгресі. Хоча зрештою Конституція вмістила чимало положень, близьких до Вірджинського плану, не підписав її. Проте Джордж Вашингтон переконав його підтримати ратифікацію. В уряді Вашингтона обіймав посади міністра юстиції і державного секретаря.